# Thure Ringqvist
Thure Nils Hjalmar Ringqvist, född 15 januari 1888 i Hedvig Eleonora församling i Stockholm, död 24 december 1968 i Engelbrekts församling i Stockholm, var en svensk ingenjör.
Thure Ringqvist var son till lokföraren Claes Hjalmar Ringqvist och Kristina Lovisa Pettersson. Efter studentexamen i Stockholm 1907 gick han på Kungliga Tekniska Högskolan, där han avlade avgångsexamen 1911. Han var elev vid SJ 1911–1915, blev extra ordinarie ritare 1915 och underingenjör i Malmö 1915. Han hade motsvarande uppgift i Göteborg 1916–1926, där han sedan var tillförordnad maskininspektör 1927–1929 och ordinarie dito 1930–1934. Han blev maskiningenjör i Vännäs 1935 och var förste maskiningenjör i Kiruna 1936–1940. Thure Ringqvist blev byråchef 1941 och var därefter överingenjör vid Kungliga Järnvägsstyrelsens maskintekniska byrå i Stockholm till 1953.
Han reste till Tyskland, Österrike, Schweiz och Italien för studier i elektrolok 1931. Ringqvist var ledamot av Svenska Teknologföreningen 1910–1917 samt riddare av Nordstjärneorden (RNO). Han ledde kurser för lokpersonal, var instruktör i tryckluftbromsteknik och teknisk tillsyningsman. Ringqvist deltog i utarbetade av lärobok i elektroteknik.
Thure Ringqvist gifte sig 1916 med Lisa Anderson (1892–1968), som avled två dagar före sin make. De fick två döttrar: målaren Vera Sundberg (1917–1990), gift med Hans W. Sundberg, och konstnären Ylva Ringqvist ten Siethoff (1921–2013), gift med Alf ten Siethoff. Makarna Ringqvist är begravda på Norra begravningsplatsen utanför Stockholm.